# Selling England by the Pound
Az 1973-as Selling England by the Pound a Genesis ötödik nagylemeze. Nagy kereskedelmi siker volt, a brit albumlistán a 3. helyig jutott, és 21 hétig maradt a listán. 1990-ben az Amerikai Egyesült Államokban aranylemez lett. Szerepel az 1001 lemez, amit hallanod kell, mielőtt meghalsz című könyvben.
Az album borítóján Betty Swanwick Az álom (The Dream) című festménye látható. Az eredeti festményen nem látható fűnyíró, ezt Swanwick az együttes kérsére adta hozzá, célzásként az I Know What I Like dalra.
1994-ben egy digitálisan felújított CD-kiadás jelent meg, Európában a Virgin, Amerikában (USA és Kanada) az Atlantic Records gondozásában. 2008. november 11-én egy Super Audio CD/DVD kiadás jelent meg az Egyesült Királyságban, 5.1-es és sztereó mixekkel, valamint interjúkkal és koncertfelvételekkel, melyeket 1973 és 1974 során rögzítettek.

## Az album dalai
| 1. | Dancing with the Moonlit Knight       | Tony Banks, Phil Collins, Peter Gabriel, Steve Hackett, Mike Rutherford | 8:04 |
| 2. | I Know What I Like (In Your Wardrobe) | Banks, Collins, Gabriel, Hackett, Rutherford                            | 4:07 |
| 3. | Firth of Fifth                        | Banks, Collins, Gabriel, Hackett, Rutherford                            | 9:35 |
| 4. | More Fool Me                          | Banks, Collins, Gabriel, Hackett, Rutherford                            | 3:10 |

| 1. | The Battle of Epping Forest | Banks, Collins, Gabriel, Hackett, Rutherford | 11:49 |
| 2. | After the Ordeal            | Banks, Collins, Gabriel, Hackett, Rutherford | 4:13  |
| 3. | The Cinema Show             | Banks, Collins, Gabriel, Hackett, Rutherford | 11:06 |
| 4. | Aisle of Plenty             | Banks, Collins, Gabriel, Hackett, Rutherford | 1:32  |

## Helyezések és eladási minősítések

### Album
| Év   | Lista                | Helyezés |
| ---- | -------------------- | -------- |
| 1973 | Brit albumlista      | 3        |
| 1974 | Billboard Pop Albums | 70       |

### Eladási minősítések
| Szervezet  | Minősítés | Dátum             |
| ---------- | --------- | ----------------- |
| RIAA – USA | arany     | 1990. április 20. |

## Közreműködők
- Peter Gabriel – ének, fuvola, oboa, ütőhangszerek
- Phil Collins – dob, ütőhangszerek, háttérvokál, ének a More Fool Me-n
- Tony Banks – háttérvokál, zongora, billentyűk, akusztikus gitár a The Cinema Show-n
- Steve Hackett – gitár, háttérvokál az I Know What I Like-on
- Mike Rutherford – basszusgitár, basszus pedálok, ritmusgitár, cselló a Dancing With The Moonlight Knight-on, elektromos szitár

## Fordítás
Ez a szócikk részben vagy egészben a Selling England by the Pound című angol Wikipédia-szócikk ezen változatának fordításán alapul.  Az eredeti cikk szerkesztőit annak laptörténete sorolja fel. Ez a jelzés csupán a megfogalmazás eredetét és a szerzői jogokat jelzi, nem szolgál a cikkben szereplő információk forrásmegjelöléseként.